# Terebrantes
Terebrantia
Pour les articles homonymes, voir « térébrant marin » (invertébrés foreurs du bois ou des pierres immergés).
Infra-ordre
Synonymes
- Terebrantia
- Parasitica

Les térébrants (Terebrantes, anciennement Terebrantia) sont un infra-ordre d'insectes, sous-classe des ptérygotes, super-ordre des mécoptéroïdés, ordre des hyménoptères, sous-ordre des apocrites.
Comme les autres apocrites, ils sont caractérisés par un net étranglement entre le thorax et l'abdomen. Les femelles térébrants possèdent un ovipositeur, n'ont pas d'aiguillon et leurs antennes ont plus de 13 articles. Ils ont un développement de type holométabole. Le térébrant est aussi un radiorésistant.

## Classification
Cet infra-ordre disputé, immense, comprenait la majorité des insectes hyménoptères parasitoïdes, et se nommait de façon ambiguë les parasites (Parasitica). La définition de l'infra-ordre (paraphylétique) est disputé au plan phylogénique et n'est donc pas un taxon ; en effet, des hyménoptères parasitoïdes existent aussi parmi les espèces de l'infra-ordre (monophylétique) voisin des aculéates (Aculeata), et même dans d'autres ordres d'insectes (voire dans le passé, parmi des familles d'espèces des arachnides tels certains acariens, aujourd'hui complètement sortis des classifications classique ou phylogénique).
Aujourd'hui, on ne classe plus parmi les térébrants que les apocrites qui ne sont pas dans l'infra-ordre des aculéates, sans tenir compte de leur caractère parasitoïde. Une reclassification phylogénique des super-familles listées ci-dessous est à l'étude, et le nom même de l'infra-ordre devra être modifié en fonction de la nouvelle classification.
Cet ensemble comprend actuellement dix super-familles :
- la super-famille des Ceraphronoidea - 2 familles :
  - les Ceraphronidae ;
  - les Megaspilidae ;
- la super-famille des Chalcidoidea - 19 familles contenant pas moins de 22 000 espèces :
  - les Agaonidae - « guêpe du figuier » ;
  - les Aphelinidae ;
  - les Chalcididae - « guêpe chalcid » ;
  - les Eucharitidae ;
  - les Eulophidae ;
  - les Eupelmidae ;
  - les Eurytomidae - « chalcid du grain » ;
  - les Leucospidae ;
  - les Mymaridae - fairyfly, le plus petit de tous les insectes ;
  - les Ormyridae (en) ;
  - les Perilampidae ;
  - les Pteromalidae ;
  - les Rotoitidae (en) ;
  - les Signiphoridae ;
  - les Tanaostigmatidae (en) ;
  - les Tetracampidae (en)) ;
  - les Torymidae ;
  - les Trichogrammatidae.
- la super-famille des Cynipoidea - 5 familles :
  - les Austrocynipidae ;
  - les Cynipidae - « guêpe galle » ;
  - les Figitidae ;
  - les Ibaliidae ;
  - les Liopteridae.
- la super-famille des Evanioidea - 3 familles :
  - les Aulacidae (en) ;
  - les Evaniidae - « guêpe enseigne » ;
  - les Gasteruptiidae.
- la super-famille des Ichneumonoidea
  - les Braconidae ;
  - les Ichneumonidae - « guêpe ichneumon ».
- la super-famille des Mymarommatoidea, parfois appelés aussi Serphitoidea - 1 famille :
  - les Mymarommatidae.
- la super-famille des Platygastroidea - 2 familles :
  - les Platygastridae ;
  - les Scelionidae.
- la super-famille des Proctotrupoidea - 11 familles :
  - les Austroniidae ;
  - les Diapriidae ;
  - les Heloridae ;
  - les Maamingidae ;
  - les Monomachidae ;
  - les Pelecinidae (en) Haliday, 1840 ;
  - les Peradeniidae ;
  - les Proctorenyxidae ;
  - les Proctotrupidae ;
  - les Roproniidae ;
  - les Vanhorniidae.
- la super-famille Stephanoidea (en) - 1 famille :
  - les Stephanidae (en).
- la super-famille des Trygonalyoidea - 1 famille :
  - les Trigonalidae (en).